# Travois
En travois (på dansk sommetider kaldt en slæbebør) var længe især de nordamerikanske prærieindianeres transportsmiddel til f.eks. fastbundne tipier og andre ejendele. Hunde og siden også heste trak travoisens to grundstænger i V-form med en påbundet bæreflade med de bageste stangender slæbende hen ad jorden.

## Hundetravoisen
De to grundstænger til en hundetravois var cirka toogenhalv meter lange.:221  Hidatsaerne foretrak stænger af unge stammer af virginsk poppel (Populus dentoides),:221  der buede lidt. Lagt i V-form krydsede stængerne akkurat hinanden i toppen, og her fik de lavet indskæringer, så de faldt i hak.:215  Den lette krumning af stængerne vendte opad for siden at modvirke læssets tyngde. Stængernes sammenføjning blev surret fast med en snor af bisonsene.:218  De tykkere, nedadvendte ender på stængerne blev skåret meget skråt af, så travoisen ville glide over jorden på plane flader.:221 
En påsat skindpude beskyttede hunden mod rygsår fra travoisens øvre ende. Stangspidserne nåede ikke ud over hundens hoved, og den kunne derfor bevæge ørerne frit.:283  Et halsbånd og en brystsnor var en fast del af travoisen, der gjorde det let og hurtigt at spænde denne på en trækhund.:282 
Den ovale ramme til selve den flettede bæreflade bestod af en enkelt, solid askegren med skråtskårne ender bøjet sammen og omviklet med snor.:218  Rammens største længde og bredde var henholdsvis cirka halvfems og tres cm.:220  Bærefladen var et åbent netværk flettet af en lang skindstrimmel på langs og på tværs over rammeåbningen. Med rammen bundet fast omtrent midt på grundstængerne var travoisen klar.:219  Forskelligt fra stamme til stamme kunne bærerammen også være firkantet.:91 

### Travoisens anvendelse og andre bagateller
En hundetravois kom i anvendelse næsten dagligt blandt byindianerne ved Upper Missouri River i North Dakota.:219  Kvinderne brugte den, når de hentede brænde eller store stykker parteret vildt udenfor byerne, og små børn hvilede benene ved at sidde på en travois under ture ud på prærien.:215  Mænd drog til tider både på jagt og på krigsstien fulgt af en hund med en travois påspændt.:55  Det var hurtigt at lave et ly for natten med et fundament af tre-fire travoiser stillet på højkant med toppene lænet ind mod hinanden og til sidst dækket med påbundne skind.:300  Travoisen gled lettere med sne på jorden og kunne derfor lastes tungere om vinteren.:208  En hundetravois holdt til et læs på 40 kg og måske mere.:227  Efter at have trænet en hund fire dage havde den normalt vænnet sig til at trække en travois.:211 

## Hestetravoisen
En hestetravois var stort set en forstørret og forstærket udgave af den traditionelle hundetravois og kunne bære mindst et tre gange tungere læs (140 kg).:393  Grundstængerne var over fire meter lange. Nogle præriestammer lod stangspidserne krydse hinanden fortil, mens hidatsaernes stænger blot snævrede ind mod hinanden op mod toppen.:275 

### Anvendelse af en hestetravois ud over det vanlige
Syge og sårede kunne transporteres fra lejrplads til lejrplads på en hestetravois,:415  og dræbte krigere blev bragt hjem fra slagmarken på en.:203  På lange ture sov mindre børn på en hestetravois trukket af en rolig hest, vugget i søvn af stængernes bevægelser.:281  Bærefladen kunne så forsynes med en skyggegiver i form af en kuppel af sammenbundne pilegrene dækket med et skind.:137  Stillet op mod en tipipæl fungerede tværstængerne på en travois som stigetrin for kvinder, der skulle hæfte de øverste ender af et tipidække.:XI  Sortfodsindianere lænte travoisen ind mod en stav stukket i jorden og hængte et skjold op på trefoden eller tørrede kød på tværstængerne.:106 

## En interimistisk travois
En hurtigt lavet travois bestod af tværpinde bundet fast på tipistænger trukket af en trækhest. Kun små læs blev transporteret på denne måde for at passe på tipistængerne.:193 

## Den sidste travois
Hidatsaerne stoppede med at bruge både hunde- og hestetravoiser omkring 1879, da stammen fik hestevogne af den amerikanske regering.:220  Terrænet i det nordvestlige Montana besværliggjorde længe brugen af hestevogne blandt sortfodsindianerne, der vedblev at bruge travoisen til ind i det 20. århundrede.:106 